# Opuščaj
Opuščáj (tudi apostróf) ( ' ) ali ( ’ ) je nekončno ločilo v obliki vejice, ki se v slovenščini rabi neskladenjsko in označuje izpuščen del besede (Mladen'či, zdaj se pije ...) ali številke (27. januar '04). V prvem primeru je opuščaj dvostičen, v drugem primeru – pri označevanju opuščenih števk – pa se opuščaj skorajda vedno uporablja pri izpustu tisočice in stotice v letnicah in je desnostičen.

## Raba v drugih jezikih
- V angleščini se opuščaj uporablja prav tako za označevanje izpuščenih delov besed (na primer can't namesto cannot, I'll namesto I will) ter za tvorbo svojilnih pridevnikov iz samostalnikov (sister's book).
- V hrvaščini se opuščaj uporablja enako kot v slovenščini.
- V nemščini opuščaj nadomešča izpuščen del besede (na primer Ich hab' namesto Ich habe, Geht's? namesto Geht es?) in le izjemoma za izražanje svojine (Max' Vater).
- Za označbo izpuščenih črk v besedi se opuščaj uporablja tudi na primer v nizozemščini, afrikanščini, francoščini in danščini.
- V estonščini, poljščini in turščini se opuščaj rabi pri dodajanju pripon besednemu korenu.
- V nekaterih jezikih je opuščaj razločevalni znak, ki nakazuje izgovor črke pred njim (na primer pri prečrkovanju iz cirilice v beloruščini, ruščini in ukrajinščini pomeni opuščaj mehčan izgovor soglasnika).